# Lotfollah Kiashemshaki
Lotfollah Kiashemshaki (persisch لطف‌الله كياشمشكي; * 1. Juni 1938 in Shemshak) ist ein ehemaliger iranischer Skirennläufer.

## Karriere
Kiashemshaki vertrat den Iran zwischen 1964 und 1972 drei Mal bei Olympischen Winterspielen, welche zugleich auch als Alpine Skiweltmeisterschaften gewertete wurden. Im Fall der Spiele von 1968 zählten diese zudem zum Alpinen Skiweltcup.
Seine beste Platzierung erreichte er 1972 in Sapporo mit dem 43. Platz im Riesenslalom. Nach diesen Winterspielen ist er nicht mehr als Sportler in Erscheinung getreten.

## Erfolge

### Olympische Winterspiele
- Innsbruck 1964: 60. Riesenslalom, 65. Abfahrt, DNQ Slalom
- Grenoble 1968: 66. Abfahrt, 71. Riesenslalom, DNQ Slalom
- Sapporo 1972: 43. Riesenslalom, 53. Abfahrt, DNF Slalom

### Weltmeisterschaften
- Innsbruck 1964: 60. Riesenslalom, 65. Abfahrt, DNQ Slalom
- Grenoble 1968: 66. Abfahrt, 71. Riesenslalom, DNQ Slalom
- Sapporo 1972: 43. Riesenslalom, 53. Abfahrt, DNF Slalom